# Juan Manuel Cruz
Juan Manuel Cruz (Buenos Aires, 19 luglio 1999) è un calciatore argentino, attaccante del Trento in prestito dal Verona.

## Biografia
È figlio dell'ex calciatore Julio Cruz.

## Caratteristiche tecniche
È un centravanti.

## Carriera
Cresciuto nel settore giovanile del Banfield, debutta in prima squadra il 1º aprile 2021 in occasione dell'incontro di Copa Diego Armando Maradona vinto 3-2 contro il Vélez Sarsfield.
Il 12 settembre 2023 firma un contratto quadriennale con la società italiana del Verona. Il 2 ottobre esordisce in Serie A nella sfida in casa del Torino, pareggiata per 0-0. Il 31 ottobre esordisce da titolare nella sfida di Coppa Italia persa per 2-0 al Dall'Ara contro il Bologna, sbagliando clamorosamente a porta vuota la rete che avrebbe portato in vantaggio la formazione veneta. Tuttavia nella sua prima stagione con gli scaligeri trova poco spazio disputando 5 partite tra campionato e coppa. La stagione successiva di nuovo lo vede poco protagonista, e passa nel mercato invernale in prestito al Cosenza.
Rientrato a Verona, il 5 agosto 2025 viene annunciato il suo passaggio in prestito al Trento.

## Statistiche

### Presenze e reti nei club
Statistiche aggiornate al 13 maggio 2025.
| Stagione             | Squadra              | Campionato           | Campionato | Campionato | Coppe nazionali | Coppe nazionali | Coppe nazionali | Coppe continentali | Coppe continentali | Coppe continentali | Altre coppe | Altre coppe | Altre coppe | Totale | Totale |
| Stagione             | Squadra              | Comp                 | Pres       | Reti       | Comp            | Pres            | Reti            | Comp               | Pres               | Reti               | Comp        | Pres        | Reti        | Pres   | Reti   |
| -------------------- | -------------------- | -------------------- | ---------- | ---------- | --------------- | --------------- | --------------- | ------------------ | ------------------ | ------------------ | ----------- | ----------- | ----------- | ------ | ------ |
| 2020                 | Banfield             | PD                   | -          | -          | CA+CdL          | 2+1             | 0               |                    | -                  | -                  |             | -           | -           | 3      | 0      |
| 2021                 | Banfield             | PD                   | 24         | 7          | CdL             | 6               | 1               |                    | -                  | -                  |             | -           | -           | 30     | 8      |
| 2022                 | Banfield             | PD                   | 20         | 1          | CA+CdL          | 2+13            | 1+1             | CS                 | 5                  | 0                  |             | -           | -           | 40     | 3      |
| Totale Banfield      | Totale Banfield      | Totale Banfield      | 44         | 8          |                 | 24              | 3               |                    | 5                  | 0                  |             | -           | -           | 73     | 11     |
| set. 2023-2024       | Verona               | A                    | 4          | 0          | CI              | 1               | 0               | -                  | -                  | -                  | -           | -           | -           | 5      | 0      |
| 2024-feb. 2025       | Verona               | A                    | -          | -          | CI              | -               | -               | -                  | -                  | -                  | -           | -           | -           | -      | -      |
| Totale Hellas Verona | Totale Hellas Verona | Totale Hellas Verona | 4          | 0          |                 | 1               | 0               |                    | -                  | -                  |             | -           | -           | 5      | 0      |
| feb.-giu. 2025       | Cosenza              | B                    | 6          | 0          | CI              | -               | -               | -                  | -                  | -                  | -           | -           | -           | 6      | 0      |
| 2025-2026            | Trento               | C                    | 0          | 0          | CIC             | 0               | 0               | -                  | -                  | -                  | -           | -           | -           | 0      | 0      |
| Totale carriera      | Totale carriera      | Totale carriera      | 54         | 8          |                 | 25              | 3               |                    | 5                  | 0                  |             | -           | -           | 84     | 11     |